# Alphonse Bertrand
Pour les articles homonymes, voir Bertrand (patronyme).
Pour l'architect français, voir Alphonse Bertrand (architecte).
Alphonse Bertrand était un homme d'affaires et un homme politique canadien.

## Biographie
Alphonse Bertrand est né le 23 août 1846 à Québec (Québec) et décédé le 8 avril 1926 à Edmundston (Nouveau-Brunswick). 
Il a étudié au Séminaire de Québec. Il épouse Kate Hart en 1880.
Il a été député du Madawaska à l'Assemblée législative du Nouveau-Brunswick de 1895 à 1899 en tant que conservateur.